# Owen D. Young
Owen Daniel Young, född 27 oktober 1874 i Stark, New York, död 11 juli 1962 i St. Augustine, Florida, var en amerikansk industri- och bankman, advokat och diplomat.

## Biografi

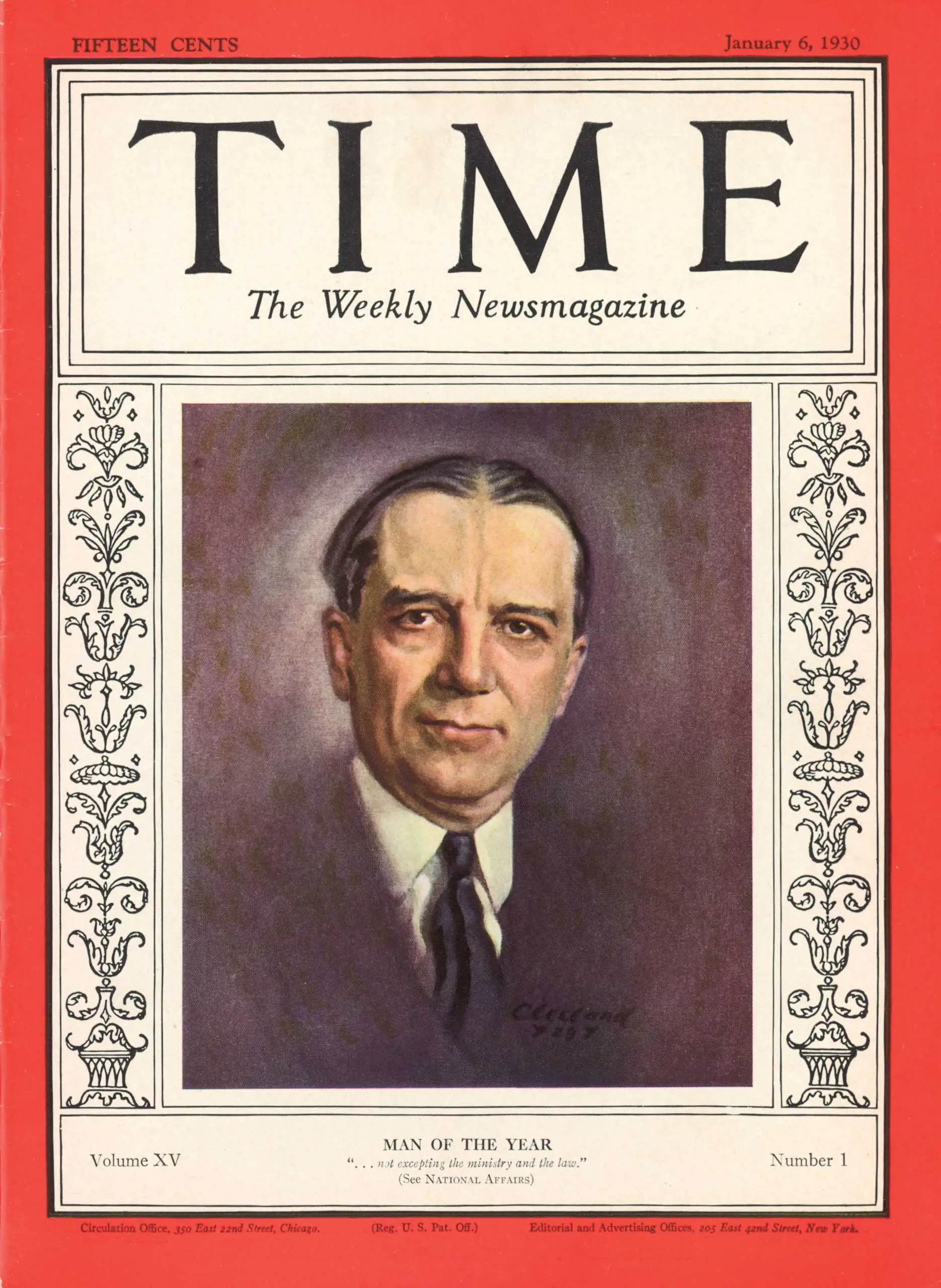
Owen D. Young på omslag för Time Magazine 1930.

Owen D. Young föddes på en liten bondgård i Stark, New York, som enda barnet sedan föräldrarna förlorat sin förstfödde son. Han var den första manlige i familjen att ha ett namn som inte var bibliskt, sedan de 1750 hade kommit från Pfalz på flykt från Tyskland undan ständiga krig och religiös förföljelse. De togs emot av protestantiska drottning Anne i London och skickades till New York 1710 för att anlägga förråd för den brittiska flottan längs Hudson River, och så småningom flytta mot norr och väster och ta över mark från indianerna.
Young gick i skola för första gången våren 1881 sex år gammal, och hade alltid varit intresserad av böcker och att studera. Han hade en lärare, Menzo McEwan, som så småningom var ansvarig för att Young kom till East Springfield, en av de få gymnasieskolor som han hade råd med. Detta tog bort honom från gården, där hans hjälp behövdes, men hans föräldrar stödde hans strävan efter utbildning och skickade honom senare till St. Lawrence University på Canton, New York.
Det var där han kunde växa som person i både sin utbildning och sin tro. Han upptäckte Universalismen, vilket gav honom mer intellektuell frihet, skild från dysterhet och helveteselden som genomsyrar andra kristna sekter. Young tog 1894 examen från St. Lawrence University. Han genomförde sedan den treåriga juristutbildningen vid Boston University på två år med examen cum laude 1896.
Efter examen började han arbeta på advokatfirman Charles H. Tyler i Boston och tio år senare blev delägare. De var inblandade i rättstvister mellan stora företag. 
Young representerade Stone & Webster framgångsrikt i en tvist mot GE runt 1911 och genom det fallet uppmärksammades han av Charles A. Coffin, General Electrics första VD. Efter att GE:s chefsjurist Hinsdill Parsons avlidit 1912 uppmanade Coffin Young att bli bolagets chefsjurist och Young flyttade till Schenectady. Han blev sedan GE:s VD 1922 och utsågs samma år till konstituerande ordförande, och tjänstgjorde i den positionen fram till 1939. Under hans ledning och i samarbetar med Gerard Swope, övergick GE till omfattande tillverkning av hemelektriska apparater, som gjorde företaget till ledande inom detta område och påskyndade masselektrifieringen av gårdar, fabriker och transportsystem inom USA.
År 1919, på begäran av regeringen, skapade Young Radio Corporation of America (RCA) för att motverka hotet från engelsk kontroll över världens radiokommunikation mot USA:s gryende radiobransch. Han blev dess företrädare och tjänstgjorde i den positionen fram till 1929, där han bidrog till att etablera USA:s ledning i den spirande radiotekniken, vilket gjorde RCA till det största radioföretaget i världen. År 1928 invaldes han till styrelsen för Rockefeller Foundation i en större omorganisation av denna institution.
Youngs deltagande i president Woodrow Wilsons Second Industrial Conference efter första världskriget markerade början på hans rådgivande roll för fem amerikanska presidenter. År 1924 var han medförfattare till Dawes plan, som medgav en minskning av det årliga beloppet för det tyska skadeståndet. I slutet av 1920-talet föll investeringar och Tyskland misslyckades återigen med sina betalningar. År 1929 möttes en ny internationell organisation för att överväga ett program för den slutliga betalningen av tyska skyldigheter, där Young agerade som ordförande. Tysklands totala skadestånd minskades och spreds över 59 årliga betalningar.